# Robbie James
Robbie James (Swansea, 23 marzo 1957 – Llanelli, 18 febbraio 1998) è stato un calciatore gallese, di ruolo difensore.
Centrocampista offensivo, assieme a Bob Latchford, è primatista di presenze (9) con la maglia dello Swansea City nelle competizioni calcistiche europee.
È quarto per numero di presenze (484) e secondo per numero di reti (115) nella storia dello Swansea City.
Perisce il 18 febbraio del 1998 durante un incontro tra Llanelli e Porthcawl Town.

## Carriera

### Club
Vanta 908 presenze e 154 reti nei campionati professionistici inglesi.

### Nazionale
Esordisce il 25 ottobre 1978 contro Malta (7-0).

## Statistiche

### Presenze e reti nei club
Statistiche aggiornate al termine della carriera da calciatore.
| Stagione                   | Squadra                    | Campionato                 | Campionato | Campionato | Coppe nazionali | Coppe nazionali | Coppe nazionali | Coppe continentali | Coppe continentali | Coppe continentali | Altre coppe | Altre coppe | Altre coppe | Totale | Totale |
| Stagione                   | Squadra                    | Comp                       | Pres       | Reti       | Comp            | Pres            | Reti            | Comp               | Pres               | Reti               | Comp        | Pres        | Reti        | Pres   | Reti   |
| -------------------------- | -------------------------- | -------------------------- | ---------- | ---------- | --------------- | --------------- | --------------- | ------------------ | ------------------ | ------------------ | ----------- | ----------- | ----------- | ------ | ------ |
| 1972-1973                  | Swansea City               | TD                         | 1          | 0          | FACup+FlC+CdG   | 0+0+?           | 0+0+?           | -                  | -                  | -                  |             | -           | -           | 1      | 0      |
| 1973-1974                  | Swansea City               | FrD                        | 28         | 2          | FACup+FlC+CdG   | 0+1+?           | 0+0+?           | -                  | -                  | -                  |             | -           | -           | 29     | 2      |
| 1974-1975                  | Swansea City               | FrD                        | 42         | 8          | FACup+FlC+CdG   | 2+0+?           | 0+0+?           | -                  | -                  | -                  |             | -           | -           | 44     | 8      |
| 1975-1976                  | Swansea City               | FrD                        | 45         | 8          | FACup+FlC+CdG   | 1+1+?           | 0+0+?           | -                  | -                  | -                  |             | -           | -           | 47     | 8      |
| 1976-1977                  | Swansea City               | FrD                        | 46         | 16         | FACup+FlC+CdG   | 1+6+?           | 0+2+?           | -                  | -                  | -                  |             | -           | -           | 53     | 16     |
| 1977-1978                  | Swansea City               | FrD                        | 42         | 16         | FACup+FlC+CdG   | 5+2+?           | 1+0+?           | -                  | -                  | -                  |             | -           | -           | 49     | 17     |
| 1978-1979                  | Swansea City               | TD                         | 43         | 15         | FACup+FlC+CdG   | 4+5+?           | 2+4+?           | -                  | -                  | -                  |             | -           | -           | 52     | 21     |
| 1979-1980                  | Swansea City               | SD                         | 29         | 6          | FACup+FlC+CdG   | 5+2+?           | 2+0+?           | -                  | -                  | -                  |             | -           | -           | 36     | 8      |
| 1980-1981                  | Swansea City               | SD                         | 35         | 8          | FACup+FlC+CdG   | 1+2+?           | 0+0+?           | -                  | -                  | -                  |             | -           | -           | 38     | 8      |
| 1981-1982                  | Swansea City               | FD                         | 42         | 14         | FACup+FlC+CdG   | 1+1+?           | 0+0+?           | CdC                | 2                  | 0                  |             | -           | -           | 46     | 14     |
| 1982-1983                  | Swansea City               | FD                         | 40         | 9          | FACup+FlC+CdG   | 1+4+?           | 0+0+?           | CdC                | 5                  | 0                  |             | -           | -           | 50     | 9      |
| 1983-1984                  | Stoke City                 | FD                         | 40         | 6          | FACup+FlC       | 1+5             | 0+1             | -                  | -                  | -                  |             | -           | -           | 46     | 7      |
| 1984-1985                  | Stoke City                 | FD                         | 8          | 0          | FACup+FlC       | 0+2             | 0+0             | -                  | -                  | -                  |             | -           | -           | 10     | 0      |
| Totale Stoke City          | Totale Stoke City          | Totale Stoke City          | 48         | 6          |                 | 1+7             | 0+1             |                    | -                  | -                  |             | -           | -           | 56     | 7      |
| 1984-1985                  | QPR                        | FD                         | 20         | 2          | FACup+FlC       | 0+0             | 0+0             | -                  | -                  | -                  |             | -           | -           | 20     | 2      |
| 1985-1986                  | QPR                        | FD                         | 28         | 1          | FACup+FlC       | 1+6             | 0+0             | -                  | -                  | -                  |             |             | -           | 35     | 1      |
| 1986-1987                  | QPR                        | FD                         | 39         | 2          | FACup+FlC       | 4+3             | 1+0             | -                  | -                  | -                  |             | -           | -           | 46     | 3      |
| Totale Queens Park Rangers | Totale Queens Park Rangers | Totale Queens Park Rangers | 87         | 5          |                 | 5+9             | 1+0             |                    | -                  | -                  |             | -           | -           | 101    | 6      |
| 1987–1988                  | Leicester City             | SD                         | 23         | 0          | FACup+FlC       | 0+4             | 0+0             | -                  | -                  | -                  | FMC         | 1           | 0           | 28     | 0      |
| 1987-1988                  | Swansea City               | FrD                        | 19+4       | 3+0        | FACup+FlC+CdG   | 1+0+?           | 0+0+?           | -                  | -                  | -                  |             | -           | -           | 24     | 3      |
| 1988-1989                  | Swansea City               | TD                         | 41         | 9          | FACup+FlC+CdG   | 0+1+?           | 0+0+?           | -                  | -                  | -                  | EFL         | 2           | 0           | 48     | 9      |
| 1989-1990                  | Swansea City               | TD                         | 30         | 4          | FACup+FlC+CdG   | 1+2+?           | 0+0+?           | CdC                | 1                  | 1                  | EFL         | 2           | 0           | 36     | 5      |
| Totale Swansea City        | Totale Swansea City        | Totale Swansea City        | 483+4      | 118+0      |                 | 26+28+40        | 5+6+19          |                    | 8                  | 1                  |             | 4           | 0           | 593    | 149    |
| 1990-1991                  | Bradford City              | TD                         | 46         | 3          | FACup+FlC       | 2+5             | 0+1             | -                  | -                  | -                  | EFL         | 4           | 1           | 57     | 5      |
| 1991-1992                  | Bradford City              | TD                         | 43         | 3          | FACup+FlC       | 2+4             | 0+0             | -                  | -                  | -                  | EFL         | 2           | 0           | 51     | 3      |
| Totale Bradford City       | Totale Bradford City       | Totale Bradford City       | 89         | 6          |                 | 4+9             | 0+1             |                    | -                  | -                  |             | 6           | 1           | 108    | 8      |
| 1992-1993                  | Cardiff City               | TD                         | 42         | 2          | FACup+CdL+CdG   | 1+2+6           | 0+0+0           | CdC                | 1                  | 0                  | EFL         | 3           | 0           | 55     | 2      |
| 1993-1994                  | Cardiff City               | SD                         | 9          | 0          | FACup+CdL+CdG   | 0+2+0           | 0+0+0           | CdC                | 2                  | 1                  |             | -           | -           | 13     | 1      |
| Totale Cardiff City        | Totale Cardiff City        | Totale Cardiff City        | 51         | 2          |                 | 1+4+6           | 0+0+0           |                    | 3                  | 1                  |             | 3           | 0           | 68     | 3      |
| 1993-1994                  | Merthyr Tydfil             | CL                         | 15         | 2          | FACup+FlC+CdG   | 0+0+?           | 0+0+?           | -                  | -                  | -                  |             | -           | -           | 15     | 2      |
| 1994-1995                  | Merthyr Tydfil             | CL                         | 1          | 0          | FACup+FlC+CdG   | 0+0+?           | 0+0+?           | -                  | -                  | -                  |             | -           | -           | 1      | 0      |
| Totale Merthyr Tydfil      | Totale Merthyr Tydfil      | Totale Merthyr Tydfil      | 16         | 2          |                 | 0+0+?           | 0+0+?           |                    | -                  | -                  |             | -           | -           | 16     | 2      |
| 1994-1995                  | Barry Town                 | LW                         | 34         | 1          | CdG             | 4               | 0               | -                  | -                  | -                  |             | -           | -           | 38     | 1      |
| 1994-1995                  | Inter Cardiff              | LW                         | ?          | ?          | CdG             | ?               | ?               | -                  | -                  | -                  |             | -           | -           | ?      | ?      |
| 1995-1996                  | Llanelli Town              | LW                         | 35         | 1          | CdG             | ?               | ?               | -                  | -                  | -                  |             | -           | -           | 35     | 1      |
| 1996-1997                  | Weston Super-Mare FC       | SL                         | 0?         | 0?         | FACup+FlC       | -               | -               | -                  | -                  | -                  |             | -           | -           | 0?     | 0?     |
| 1997-1998                  | Llanelli Town              | WLO                        | 1+         | 0+         | CdG             | ?               | ?               | -                  | -                  | -                  |             | -           | -           | 1+     | 0+     |
| Totale Llanelli            | Totale Llanelli            | Totale Llanelli            | 36         | 1          |                 | ?               | ?               |                    | -                  | -                  |             | -           | -           | 36     | 0      |
| Totale carriera            | Totale carriera            | Totale carriera            | 867+4      | 141+0      |                 | 148             | 33              |                    | 11                 | 2                  |             | 14          | 1           | 1044   | 177    |

### Cronologia presenze e reti in nazionale
| Cronologia completa delle presenze e delle reti in nazionale ― Galles | Cronologia completa delle presenze e delle reti in nazionale ― Galles | Cronologia completa delle presenze e delle reti in nazionale ― Galles | Cronologia completa delle presenze e delle reti in nazionale ― Galles | Cronologia completa delle presenze e delle reti in nazionale ― Galles | Cronologia completa delle presenze e delle reti in nazionale ― Galles | Cronologia completa delle presenze e delle reti in nazionale ― Galles | Cronologia completa delle presenze e delle reti in nazionale ― Galles |
| Data                                                                  | Città                                                                 | In casa                                                               | Risultato                                                             | Ospiti                                                                | Competizione                                                          | Reti                                                                  | Note                                                                  |
| --------------------------------------------------------------------- | --------------------------------------------------------------------- | --------------------------------------------------------------------- | --------------------------------------------------------------------- | --------------------------------------------------------------------- | --------------------------------------------------------------------- | --------------------------------------------------------------------- | --------------------------------------------------------------------- |
| 25-10-1978                                                            | Wrexham                                                               | Galles                                                                | 7 – 0                                                                 | Malta                                                                 | Qual. Euro 1980                                                       | -                                                                     |                                                                       |
| 2-5-1979                                                              | Wrexham                                                               | Galles                                                                | 0 – 2                                                                 | Germania Ovest                                                        | Qual. Euro 1980                                                       | -                                                                     | 73’                                                                   |
| 19-5-1979                                                             | Cardiff                                                               | Galles                                                                | 3 – 0                                                                 | Scozia                                                                | Torneo Interbritannico 1979                                           | -                                                                     |                                                                       |
| 23-5-1979                                                             | Londra                                                                | Inghilterra                                                           | 0 – 0                                                                 | Galles                                                                | Torneo Interbritannico 1979                                           | -                                                                     |                                                                       |
| 25-5-1979                                                             | Belfast                                                               | Irlanda del Nord                                                      | 1 – 1                                                                 | Galles                                                                | Torneo Interbritannico 1979                                           | 1                                                                     |                                                                       |
| 2-6-1979                                                              | Gżira                                                                 | Malta                                                                 | 0 – 2                                                                 | Galles                                                                | Qual. Euro 1980                                                       | -                                                                     |                                                                       |
| 17-10-1979                                                            | Colonia                                                               | Germania Ovest                                                        | 5 – 1                                                                 | Galles                                                                | Qual. Euro 1980                                                       | -                                                                     |                                                                       |
| 9-9-1981                                                              | Praga                                                                 | Cecoslovacchia                                                        | 2 – 0                                                                 | Galles                                                                | Qual. Mondiali 1982                                                   | -                                                                     | 62’                                                                   |
| 14-10-1981                                                            | Swansea                                                               | Galles                                                                | 2 – 2                                                                 | Islanda                                                               | Qual. Mondiali 1982                                                   | 1                                                                     |                                                                       |
| 24-3-1982                                                             | Valencia                                                              | Spagna                                                                | 1 – 1                                                                 | Galles                                                                | Amichevole                                                            | 1                                                                     |                                                                       |
| 27-4-1982                                                             | Cardiff                                                               | Galles                                                                | 0 – 1                                                                 | Inghilterra                                                           | Torneo Interbritannico 1982                                           | -                                                                     |                                                                       |
| 24-5-1982                                                             | Glasgow                                                               | Scozia                                                                | 1 – 0                                                                 | Galles                                                                | Torneo Interbritannico 1982                                           | -                                                                     |                                                                       |
| 27-5-1982                                                             | Wrexham                                                               | Galles                                                                | 3 – 0                                                                 | Irlanda del Nord                                                      | Torneo Interbritannico 1982                                           | -                                                                     |                                                                       |
| 2-6-1982                                                              | Tolosa                                                                | Francia                                                               | 0 – 1                                                                 | Galles                                                                | Amichevole                                                            | -                                                                     |                                                                       |
| 22-9-1982                                                             | Swansea                                                               | Galles                                                                | 1 – 0                                                                 | Norvegia                                                              | Qual. Euro 1984                                                       | -                                                                     |                                                                       |
| 15-12-1982                                                            | Belgrado                                                              | Jugoslavia                                                            | 4 – 4                                                                 | Galles                                                                | Qual. Euro 1984                                                       | 1                                                                     |                                                                       |
| 23-2-1983                                                             | Londra                                                                | Inghilterra                                                           | 2 – 1                                                                 | Galles                                                                | Amichevole                                                            | -                                                                     |                                                                       |
| 27-4-1983                                                             | Wrexham                                                               | Galles                                                                | 1 – 0                                                                 | Bulgaria                                                              | Qual. Euro 1984                                                       | -                                                                     |                                                                       |
| 21-9-1983                                                             | Oslo                                                                  | Norvegia                                                              | 0 – 0                                                                 | Galles                                                                | Qual. Euro 1984                                                       | -                                                                     |                                                                       |
| 12-10-1983                                                            | Wrexham                                                               | Galles                                                                | 5 – 0                                                                 | Romania                                                               | Amichevole                                                            | 1                                                                     | 77’                                                                   |
| 16-11-1983                                                            | Sofia                                                                 | Bulgaria                                                              | 1 – 0                                                                 | Galles                                                                | Qual. Euro 1984                                                       | -                                                                     |                                                                       |
| 14-12-1983                                                            | Cardiff                                                               | Galles                                                                | 1 – 1                                                                 | Jugoslavia                                                            | Qual. Euro 1984                                                       | 1                                                                     |                                                                       |
| 28-2-1984                                                             | Glasgow                                                               | Scozia                                                                | 2 – 1                                                                 | Galles                                                                | Torneo Interbritannico 1984                                           | 1                                                                     |                                                                       |
| 2-5-1984                                                              | Wrexham                                                               | Galles                                                                | 1 – 0                                                                 | Inghilterra                                                           | Torneo Interbritannico 1984                                           | -                                                                     |                                                                       |
| 22-5-1984                                                             | Swansea                                                               | Galles                                                                | 1 – 1                                                                 | Irlanda del Nord                                                      | Torneo Interbritannico 1984                                           | -                                                                     |                                                                       |
| 6-6-1984                                                              | Trondheim                                                             | Norvegia                                                              | 1 – 0                                                                 | Galles                                                                | Amichevole                                                            | -                                                                     |                                                                       |
| 10-10-1984                                                            | Ramat Gan                                                             | Israele                                                               | 1 – 1                                                                 | Galles                                                                | Amichevole                                                            | -                                                                     |                                                                       |
| 12-9-1984                                                             | Reykjavík                                                             | Islanda                                                               | 1 – 0                                                                 | Galles                                                                | Qual. Mondiali 1986                                                   | -                                                                     |                                                                       |
| 17-10-1984                                                            | Siviglia                                                              | Spagna                                                                | 3 – 0                                                                 | Galles                                                                | Qual. Mondiali 1986                                                   | -                                                                     |                                                                       |
| 14-11-1984                                                            | Cardiff                                                               | Galles                                                                | 2 – 1                                                                 | Islanda                                                               | Qual. Mondiali 1986                                                   | -                                                                     |                                                                       |
| 26-2-1985                                                             | Wrexham                                                               | Galles                                                                | 1 – 1                                                                 | Norvegia                                                              | Amichevole                                                            | -                                                                     |                                                                       |
| 27-3-1985                                                             | Glasgow                                                               | Scozia                                                                | 0 – 1                                                                 | Galles                                                                | Qual. Mondiali 1986                                                   | -                                                                     |                                                                       |
| 30-4-1985                                                             | Wrexham                                                               | Galles                                                                | 3 – 0                                                                 | Spagna                                                                | Qual. Mondiali 1986                                                   | -                                                                     | 50’                                                                   |
| 5-6-1985                                                              | Bergen                                                                | Norvegia                                                              | 4 – 2                                                                 | Galles                                                                | Qual. Mondiali 1986                                                   | -                                                                     |                                                                       |
| 10-9-1985                                                             | Cardiff                                                               | Galles                                                                | 1 – 1                                                                 | Scozia                                                                | Qual. Mondiali 1986                                                   | -                                                                     | 81’                                                                   |
| 25-2-1986                                                             | Al Khobar                                                             | Arabia Saudita                                                        | 1 – 2                                                                 | Galles                                                                | Amichevole                                                            | -                                                                     | 62’                                                                   |
| 26-3-1986                                                             | Dublino                                                               | Irlanda                                                               | 0 – 1                                                                 | Galles                                                                | Amichevole                                                            | -                                                                     |                                                                       |
| 21-4-1986                                                             | Wrexham                                                               | Galles                                                                | 0 – 0                                                                 | Uruguay                                                               | Amichevole                                                            | -                                                                     |                                                                       |
| 10-5-1986                                                             | Toronto                                                               | Canada                                                                | 2 – 0                                                                 | Galles                                                                | Amichevole                                                            | -                                                                     |                                                                       |
| 19-5-1986                                                             | Vancouver                                                             | Canada                                                                | 0 – 3                                                                 | Galles                                                                | Amichevole                                                            | -                                                                     |                                                                       |
| 10-9-1986                                                             | Helsinki                                                              | Finlandia                                                             | 1 – 1                                                                 | Galles                                                                | Amichevole                                                            | -                                                                     |                                                                       |
| 18-2-1987                                                             | Swansea                                                               | Galles                                                                | 0 – 0                                                                 | Unione Sovietica                                                      | Amichevole                                                            | -                                                                     |                                                                       |
| 1-4-1987                                                              | Cardiff                                                               | Galles                                                                | 4 – 0                                                                 | Finlandia                                                             | Amichevole                                                            | -                                                                     |                                                                       |
| 29-4-1987                                                             | Wrexham                                                               | Galles                                                                | 1 – 1                                                                 | Cecoslovacchia                                                        | Amichevole                                                            | -                                                                     |                                                                       |
| 9-9-1987                                                              | Cardiff                                                               | Galles                                                                | 1 – 0                                                                 | Danimarca                                                             | Qual. Euro 1988                                                       | -                                                                     | 18’ 88’                                                               |
| 14-10-1987                                                            | Copenaghen                                                            | Danimarca                                                             | 1 – 0                                                                 | Galles                                                                | Qual. Euro 1988                                                       | -                                                                     | 73’                                                                   |
| 23-3-1988                                                             | Swansea                                                               | Galles                                                                | 1 – 2                                                                 | Jugoslavia                                                            | Amichevole                                                            | -                                                                     | 68’                                                                   |
| Totale                                                                |                                                                       | Presenze                                                              | 47                                                                    |                                                                       | Reti                                                                  | 7                                                                     |                                                                       |

## Palmarès

### Club

#### Competizioni nazionali
- Coppa del Galles: 5

Swansea City: 1980-1981, 1981-1982, 1982-1983, 1988-1989
Cardiff City: 1992-1993